# Макарова Ірина Олегівна
Ірина Олегівна Макарова (нар. 19 жовтня 2000, м. Київ, Україна) — українська акторка.

## Життєпис
Ірина Макарова народилася 19 жовтня 2000 року в місті Києві України.
Закінчила Київську акторську школу. Навчається у Київському національному університеті культури і мистецтв.

## Творчість
Знялася в масштабних рекламних проєктах від: «Київстар», Vodafone, OLX, Samsung, JOY, Energy.

### Ролі в кіно
- 2021 - Слід (телесеріал, Україна)
- 2019 — Новенька.
- 2019 — Мишоловка для кота.
- 2019 — Таємниці.
- 2018—2019 — Опер за викликом (1—4 сезон),
- 2017—2019 — Історія одного злочину (1—5 сезон).

## Цікаві факти
- Має сестру-близнючку Аню,
- Своє життя вирішила пов’язати з творчістю після закінчення київської акторської школи. Тоді викладачі помітили її неабиякий талант і допомогли розвинути його.
- Переконана, для професії актриси необхідно постійно тримає себе у формі. Тому спорт займає значну частину її життя.